# マツダ・CX-90
CX-90（シーエックス・ナインティ）は、マツダが生産・販売するクロスオーバーSUVである。

## 概要
2023年2月1日に世界初公開された。マツダの代表的なデザイン「鼓動　Soul Of Motion」を採用したマツダのラージ商品群の第2弾として位置づけられるフラッグシップ3列シートクロスオーバーSUVで、主に北米市場のニーズを受けて開発された。北米やオーストラリア、中国などで販売される予定で、日本での発売の計画はない。
48Vマイルドハイブリッドを組み合わせた新開発3.3L直列6気筒ガソリンターボエンジンと3.3L直列6気筒ディーゼルターボエンジン、2.5L直列4気筒ガソリンエンジン搭載のプラグインハイブリッドシステムを採用する。

## 年表
2021年10月7日
マツダは2022年以降のクロスオーバーSUVの商品計画を公表し、その一環としてCX-90を導入することを発表。
2023年2月1日
世界初公開。
2023年2月7日
2023年の春に発売することを発表。